# Чемпіонат УРСР з легкої атлетики 1939
Чемпіонат УРСР з легкої атлетики 1939 був проведений 18-21 липня в Одесі на Стадіоні імені Станіслава Косіора.
Щойно збудований стадіон на березі Чорного моря виявився непідготовленим до змагань: м'які та нерівні бігові доріжки й сектори не дали змоги поліпшити жодного рекорду України. 

## Призери

### Чоловіки
| Дисципліни                | Золото                        | Золото  | Срібло | Срібло | Бронза | Бронза |
| ------------------------- | ----------------------------- | ------- | ------ | ------ | ------ | ------ |
| 100 метрів                | Іван Анисимов Харків          | 10,9    |        |        |        |        |
| 200 метрів                | Іван Анисимов Харків          | 22,4    |        |        |        |        |
| 400 метрів                | Ігор Матвєєв Київ             | 51,8    |        |        |        |        |
| 800 метрів                | Юрій Ляшенко Харків           | 1.59,6  |        |        |        |        |
| 1500 метрів               |                               |         |        |        |        |        |
| 5000 метрів               | Олег Коломійцев Київ          | 15.43,3 |        |        |        |        |
| 10000 метрів              |                               |         |        |        |        |        |
| 110 метрів з бар'єрами    | Іван Анисимов Харків          | 15,5    |        |        |        |        |
| 3000 метрів з перешкодами | Павло Савельєв Київ           | 9.50,0  |        |        |        |        |
|                           |                               |         |        |        |        |        |
| Стрибки у висоту          | Віктор Моргуненко Харків      | 1,85    |        |        |        |        |
| Стрибки з жердиною        | Гаврило Раєвський Харків      | 4,10    |        |        |        |        |
| Стрибки у довжину         | Іван Даниленко Харків         | 6,72    |        |        |        |        |
| Потрійний стрибок         |                               |         |        |        |        |        |
| Штовхання ядра            | Олександр Канакі Київ         | 14,48   |        |        |        |        |
| Метання диска             | Микола Кутьєв Київ            | 44,39   |        |        |        |        |
| Метання молота            | Григорій Артамонов Харків     | 49,92   |        |        |        |        |
| Метання списа             | Олександр Крижановський Одеса | 59,10   |        |        |        |        |

### Жінки
| Дисципліни            | Золото                   | Золото | Срібло | Срібло | Бронза | Бронза |
| --------------------- | ------------------------ | ------ | ------ | ------ | ------ | ------ |
| 100 метрів            | Лідія Волобуєва Харків   | 13,0   |        |        |        |        |
| 400 метрів            | Ксенія Шило Харків       | 1.01,3 |        |        |        |        |
| 80 метрів з бар'єрами | Зоя Шулякова Харків      | 12,4   |        |        |        |        |
|                       |                          |        |        |        |        |        |
| Стрибки у висоту      | Зоя Шулякова Харків      | 1,45   |        |        |        |        |
| Стрибки у довжину     | Гудзєєва Дніпропетровськ | 5,01   |        |        |        |        |
| Штовхання ядра        | Зінаїда Борисова Київ    | 11,78  |        |        |        |        |
| Метання диска         | Зоя Синицька Харків      | 38,39  |        |        |        |        |
| Метання списа         | Зінаїда Борисова Київ    | 29,48  |        |        |        |        |